# Johann Lüben
Johann Michael Lüben (* 24. März 1821 in Alt-Rüdnitz; † 27. Mai 1889) war Landwirt und Mitglied des Deutschen Reichstags.

## Leben
Lüben besuchte die Volksschule und bekam Privatunterricht. Danach war er Fischergutsbesitzer und Landwirt in Alt-Rüdnitz.
Er war 20 Jahre Gemeindevorsteher und Mitglied der Grund- und Gebäudesteuer-Einschätzungs-Kommission sowie mehrerer Kreis-Kommissionen. Außerdem gehörte er dem Kreistag, dem Kommunallandtag und dem Provinziallandtag der Provinz Brandenburg als Abgeordneter an.
Von 1884 bis 1887 war er Mitglied des Deutschen Reichstags für den Wahlkreis Regierungsbezirk Frankfurt 3 Königsberg (Neumark) und die Deutsche Fortschrittspartei.